# ديفيد بويل
ديفيد بويل (بالإنجليزية: David Boyle)‏ (24 أبريل 1929 في المملكة المتحدة - 16 نوفمبر 2009 في المملكة المتحدة) هو لاعب كرة قدم بريطاني في مركز مهاجم داخلي. لعب مع برادفورد سيتي ونادي بارنسلي ونادي تشيسترفيلد ونادي كرو ألكساندرا ونيوكاسل يونايتد ونادي سكاربورو وباك أب بورو ‏ وبيرويك راينجرز.